# Nether Worton
Nether Worton är en by i civil parish Worton, i distriktet West Oxfordshire, i grevskapet Oxfordshire, i England. Byn är belägen 11 km från Banbury. Nether Worton var en civil parish fram till 1932 när blev den en del av Worton. Civil parish hade 42 invånare år 1931.